# Dispositif de séparation du trafic
Pour les articles homonymes, voir DST (homonymie).

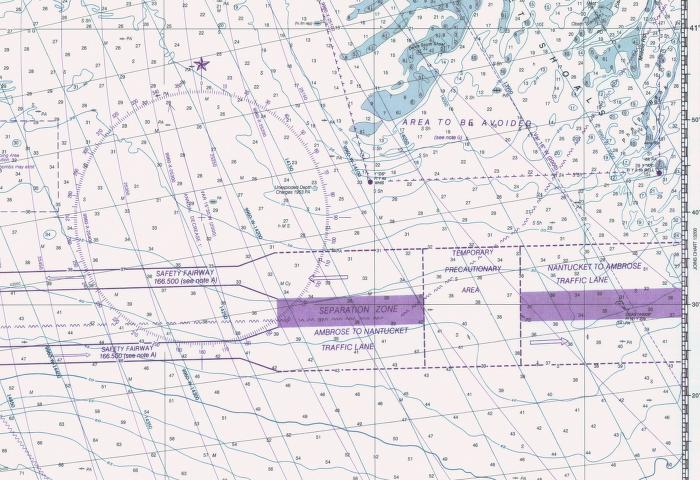
Exemple de DST

Un dispositif de séparation du trafic (dont le sigle est DST, en anglais traffic separation scheme, TSS) est établi afin de réduire les risques d'abordage dans une région où le trafic maritime est dense dans les deux sens, et dans les zones où se croisent des flux importants de navires (détroits, caps, etc.). En effet, les navires tentant d'effectuer leur périple le plus rapidement possible essayent de réduire la distance à parcourir et coupent donc au plus court. De nombreux abordages ont eu lieu dans des zones de changement de route à forte densité de trafic. Il suffit d'une période de mauvaise visibilité pour multiplier les possibilités d'accident. Le paquebot Andrea Doria a subi un tel accident.

## Historique
Le premier DST est mis en place dans le pas de Calais en 1967. Une autre zone à risque est celle de la  péninsule du Cotentin qui s'avance dans le couloir maritime en perturbant et accélérant localement fortement le courant, aggravant le risque d'accident en réduisant la largeur de la Manche (à moins de 100 km, ce qui a justifié le dispositif de séparation du trafic des
Casquets (contrôlé par le CROSS Jobourg).

## Description
Un dispositif de séparation de trafic comprend généralement deux voies de circulation séparées par une zone de séparation de trafic ; il peut contenir également des zones de changement de route (rond-point) orientant les navires vers d'autres voies secondaires. Le DST peut être matérialisé par le balisage (bouées ou phares), mais tenant compte des possibilités de positionnement par satellites. Les DST qui visent à éloigner le trafic des côtes sont « virtuels », et définis par les seules positions des sommets des zones de réglementation, et par les règles de navigation dans ces zones. Dans la langue courante on utilise souvent l'expression « rail » soit pour le dispositif lui-même soit pour chacune de ses voies.
La navigation y est fréquemment surveillée par un service radar depuis la terre (CROSS Gris-Nez pour le pas de Calais).

## Réglementation
L'article 41 de la Convention des Nations unies sur le droit de la mer indique que « les États riverains de détroits peuvent, lorsque la sécurité des navires dans les détroits l'exige, désigner des voies de circulation et prescrire des dispositifs de séparation du trafic ».
Une fois le dispositif (DST) accepté internationalement dans le cadre de l'OMI (Organisation maritime internationale), les cartes de navigation et les instructions nautiques sont mises à jour, publiées et une date et une heure sont fixées pour l'entrée en vigueur de la nouvelle réglementation du trafic.
La navigation à l'intérieur et à proximité d'un DST doit se conformer à une règle précise du règlement international pour prévenir les abordages en mer (RIPAM) dont la règle 10 stipule (extrait) : 

« La présente règle s'applique aux dispositifs de séparation de trafic adoptés par l'Organisation et ne saurait dispenser aucun navire de ses obligations en vertu de l'une quelconque des autres règles. Les navires qui naviguent à l'intérieur d'un dispositif de séparation de trafic doivent :
- suivre la voie de circulation appropriée dans la direction générale du trafic pour cette voie ;
- s'écarter dans toute la mesure du possible de la ligne ou de la zone de séparation de trafic ;
- en règle générale, s'engager dans une voie de circulation ou en sortir à l'une des extrémités, mais lorsqu'ils s'y engagent ou en sortent latéralement, effectuer cette manœuvre sous un angle aussi réduit que possible par rapport à la direction générale du trafic. Les navires doivent éviter autant que possible de couper les voies de circulation mais, s'ils y sont obligés, ils doivent le faire en suivant un cap qui soit autant que possible perpendiculaire à la direction générale du trafic.
- Les navires de longueur inférieure à 20 mètres ou les navires à voile ne doivent pas gêner le passage des navires à propulsion mécanique qui suivent une voie de circulation. »

— Règle 10 du RIPAM

## Exemples
- le rail d'Ouessant (surveillé par le CROSS Corsen, à l'aide d'équipements déportés sur le continent depuis Ouessant au sommet de la tour du Stiff)
- le rail du pas de Calais (surveillé conjointement par les Britanniques à partir du MRCC (Maritime Rescue Coordination Centres) de Douvres pour la voie descendante, et par les Français à partir du CROSS Gris-Nez pour la voie montante
- le rail des Casquets (situé au nord-ouest de Cherbourg-en-Cotentin et surveillé par le CROSS Jobourg)[2]
- le cap Finisterre au large de la pointe nord-ouest de l'Espagne
- le détroit de Gibraltar
- le détroit de Malacca
- les dispositifs de séparation du trafic en mer du Nord